# Seznam prefektů Dikasteria pro blahořečení a svatořečení
Toto je seznam prefektů Dikasterium pro blahořečení a svatořečení, od roku ustanovení - 1969:

1.Paolo Bertoli (1969–1973)
2.Luigi Raimondi(1973–1975)
3.Corrado BafilePro-prefekt (1975–1976)
4.Corrado Bafile(1976–1980)
5.Pietro Palazzini(1980–1988)
6.Angelo Felici(1988–1995)
7.Alberto BovonePro-prefekt (1995–1998)
8.Alberto Bovone(1998–1998)
9.José Saraiva Martins, C.M.F.(1998–2008)
10.Angelo Amato, S.D.B.(2008–2018)
11.Giovanni Angelo Becciu(2018–2020)
12.Marcello Semeraro(2020–)